# Puya mirabilis
Die Puya mirabilis ist eine Pflanzenart innerhalb der Familie der Bromeliengewächse (Bromeliaceae). Sie kommt in Bolivien und im nordwestlichen Argentinien vor.

## Beschreibung

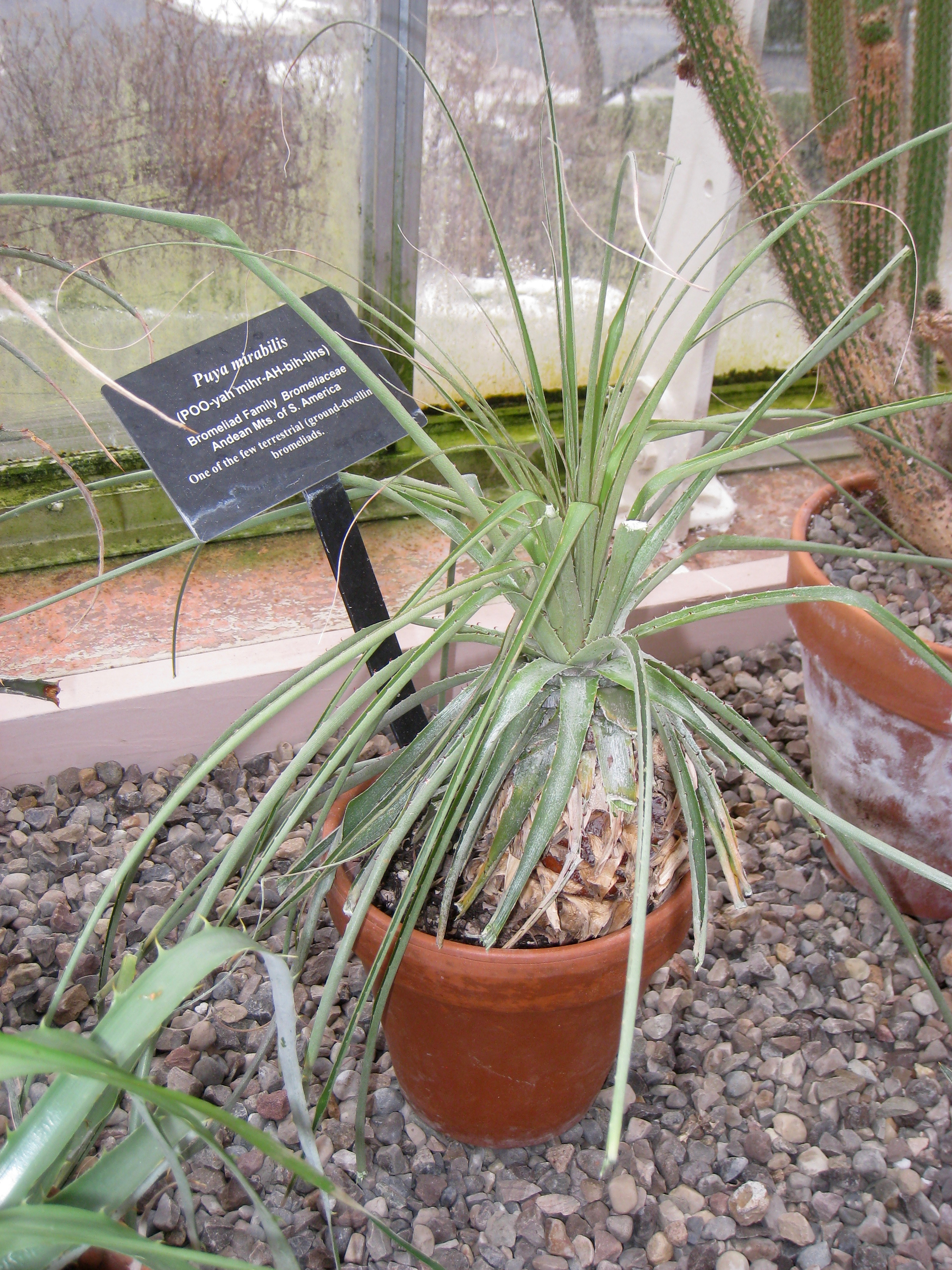
Habitus eines noch nicht blühfähigen Exemplars und auf der Unterseite beschuppte Laubblätter, gut zu erkennen ist, dass die Blattscheiden erhalten bleiben und die Pflanzenbasis schützend umhüllen.

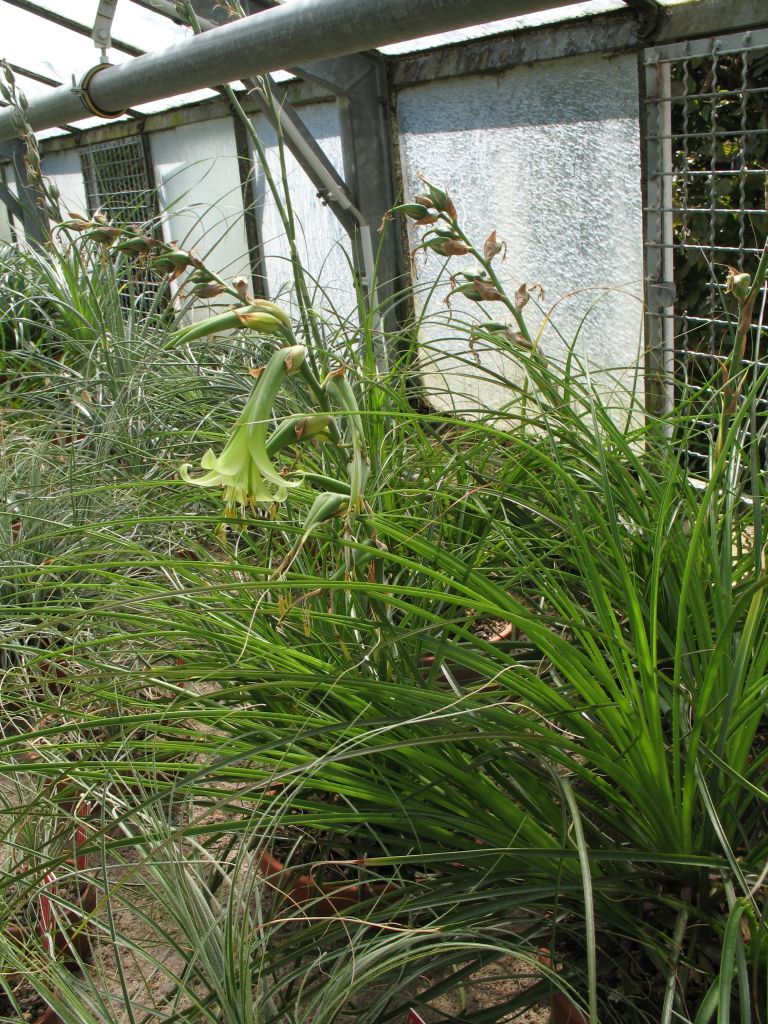
Habitus und Blütenstand.

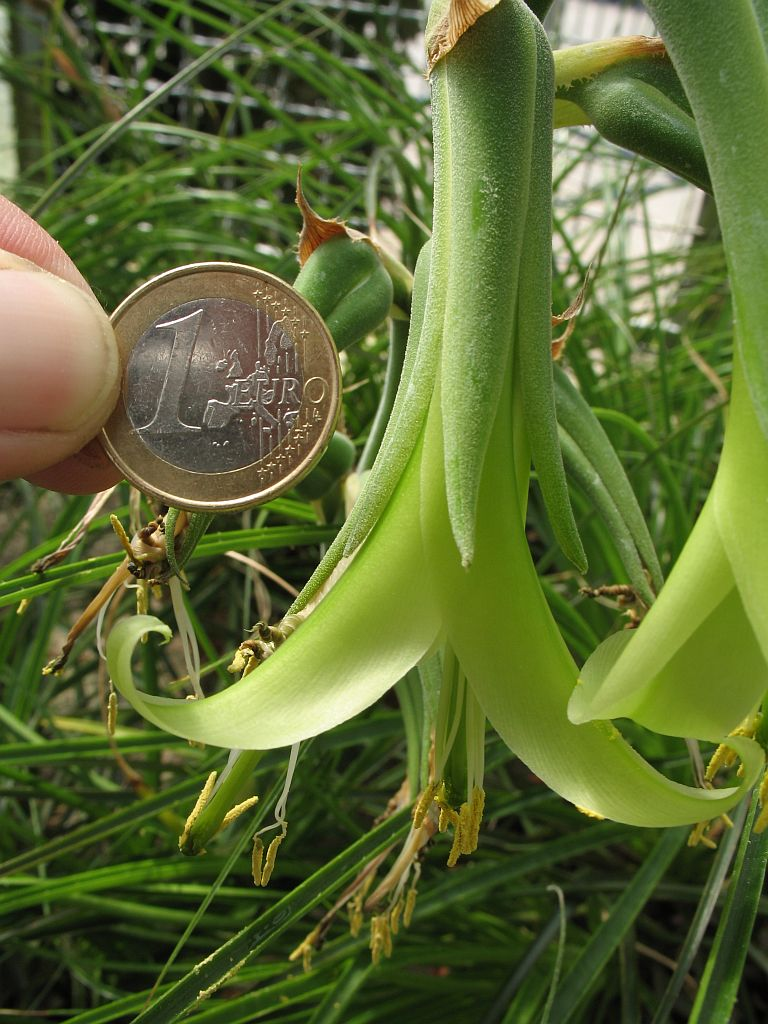
Relativ große, dreizählige Einzelblüte im Detail; gut zu erkennen sind die drei grünen, beschuppten Kelchblätter, die grünlich-gelben Kronblätter mit zurückgebogenen Enden und die sechs Staubblätter mit gelben Staubbeuteln.

### Erscheinungsbild und Blatt
Puya mirabilis wächst als immergrüne, ausdauernde krautige Pflanze, die mit Blütenstand Wuchshöhen von 1 bis 1,5 Meter erreicht. Sie lebt terrestrisch und ist etwas xerophytisch. Viele Laubblätter stehen in einer Blattrosette zusammen, ohne dass ein Stamm ausgebildet wird. Nach der Samen- und Kindelbildung stirbt die Mutterpflanze langsam ab.
Die derben, parallelnervigen Laubblätter sind in Blattscheide und Blattspreite gegliedert. Die weiße bis bräunliche, relativ dicke, haltbare Blattscheide ist bei einer Länge sowie einer Breite von 3 bis 4 Zentimeter breit-eiförmig mit fein gezähntem Rand. Die Blattscheiden bleiben lange erhalten und bilden eine bauchige schützende Umhüllung an der Pflanzenbasis. Die einfache, früh verkahlende Blattspreite ist bei einer Länge von 60 bis 70 Zentimeter und einer Breite an der Spreitenbasis von 1 bis 1,5 Zentimeter schmal-linealisch mit lang zugespitztem oberen Ende. Der Blattrand ist grob, stachelig gesägt. Die Blattunterseite und die Blattoberseite sind nur auf der unteren Hälfte angedrückt grau beschuppt.

### Blütenstand und Blüte
Für Puya-Arten schon nach relativ wenigen Jahren wird ein Blütenstand gebildet. Der aufrechte, kräftige Blütenstandsschaft weist eine Länge von 90 Zentimeter und bei einem Durchmesser von etwa 1 Zentimeter einen runden Querschnitt auf. Die anfangs grünen, aber früh vertrocknenden Hochblätter am Blütenstandsschaft sind den Laubblättern ähnlich sowie am Rand gestachelt, wobei die unteren lang sowie zurückgeschlagen und die oberen aufrecht sowie kurz, aber länger als die dazwischen liegenden Achsenabschnitte sind. Der aufrechte, einfache, also unverzweigte, lockere, traubige Blütenstand weist eine Länge von 30 bis 50 Zentimeter sowie einen Durchmesser von 16 Zentimeter auf und einige Blüten. Die früh vertrocknenden, fast aufrechten bis ausgebreiteten Deckblätter sind dreieckig, breit eiförmig-elliptisch mit spitz zulaufendem oberen Ende, lang zugespitzt mit bestacheltem Rand und mit einer Länge von 3 bis 4 Zentimeter kürzer als die Kelchblätter, aber länger als die Blütenstiele. Der 1,2 bis 1,5 Zentimeter lange Blütenstiel ist anfangs fast aufrecht und krümmt sich nach der Bestäubung nach unten.
Die zwittrige Blüte ist dreizählig mit doppelter Blütenhülle. Die drei grünen, grau beschuppten, relativ dicken, ledrigen Kelchblätter sind etwas asymmetrisch, etwa 5 bis fast 6 Zentimeter lang sowie etwa 1 Zentimeter breit und fast dreieckig mit undeutlich spitzem oberen Ende. Die drei grünlich-gelben, kahlen Kronblätter sind etwa 10 Zentimeter lang sowie etwa 2 Zentimeter breit und drehen sich beim Verblühen spiralig ein. Die sechs freien Staubblätter besitzen etwa 15 Millimeter lange, gelbe Staubbeutel und sind etwas kürzer als die Kronblätter. Drei Fruchtblätter sind zu einem halboberständigen Fruchtknoten verwachsen.

### Frucht und Samen
Die Kapselfrüchte enthalten viele Samen. Die kleinen Samen sind flugfähig.

## Vorkommen
Die Heimat von Puya mirabilis sind die bolivianischen Departamentos Cochabamba sowie Tarija und die argentinischen Provinzen Salta sowie Tucumán. Puya mirabilis wachsen auf felsigen Hängen in Höhenlagen zwischen 750 und 2590 Meter.

## Systematik
Die Erstbeschreibung erfolgte 1906 unter dem Namen (Basionym) Pitcairnia mirabilis durch Carl Christian Mez in Repertorium Specierum Novarum Regni Vegetabilis, Band 3, S. 6. Das mit der Sammelnummer 2320 im Herbarium Berolinense hinterlegte Holotypusmaterial wurde von Karl Fiebrig (1869–1951) am 4. Februar 1904 am Río Bermejo in der Provinz Arce im Departamento Tarija in Bolivien gesammelt. Die Neukombination zu Puya mirabilis (Mez) L.B.Sm. wurde 1968 durch Lyman B. Smith in Phytologia, Volume 16, Issue 6, S. 461 veröffentlicht. Ein weiteres Synonyme für Puya mirabilis ist Pitcairnia mirabilis var. tucumana A.Cast., denn sie unterschied sich von der Nominatform nur durch ihre Wuchshöhe, es gibt aber Übergangsformen in allen Größen. Das Artepitheton mirabilis bedeutet „wunderbar“ und bezieht sich auf die relativ großen Blüten.
Puya mirabilis gehört zur Untergattung Puyopsis in der Gattung Puya.

## Nutzung
Puya mirabilis ist eine der wenigen Puya-Arten, die in vielen Botanischen Gärten und manchen Privatsammlungen kultiviert werden. Die Samen keimen gut, sie ist pflegeleicht an hellen Standorten und kommt auch zur Blüte.